# Caesionidae
Cá miền hay cá củ (Danh pháp khoa học: Caesionidae) là một họ cá biển trong bộ cá vược phân bố chủ yếu ở vùng Ấn Độ-Thái Bình Dương, thường không di cư và quanh quẩn bên những rạn san hô, bơi theo từng đàn dày đặc. 

## Đại cương
Chúng hoàn toàn ăn tảo biển. Rất khó để phân biệt các loài cá miền vì dù cùng loài nhưng chúng có thể biến đổi để phù hợp với môi trường sống khác nhau. Cá miền là nguồn thực phẩm quan trọng ở vùng Đông Nam Á. Cá miền dải vàng, hay còn gọi là cá đỏ củ, cá trần bì, cá trầm bì tên tiếng Anh Gold band fusilier, Redtail fusilier, Fusilier, Yellowtail fusilier (Pterocaesio chrysozona) là một trong những loài quan trọng nhất và là một mặt hàng đông lạnh xuất khẩu có giá trị.
Ở Việt Nam, cá đỏ củ có ở nhiều nơi, đánh bắt quanh năm bằng lưới kéo đáy. Cá được chế biến đông lạnh xuất khẩu dưới nhiều dạng, chủ yếu sang Nhật Bản với tên Takasago. Cá đỏ củ tươi được nấu thành nhiều món, có mặt ở các nhà hàng sang trọng và được coi là món ăn ngon. Ngoài ra còn một loài cá miền khác cũng rất quan trọng là Cá miền vàng xanh- Blue and gold fusilier (Caesio caerulaurea). Ngoài ra còn có loại cá đỏ củ (Pterocaesio tile) thường được ngư dân khai thác truyền thống tại ngư trường Hoàng Sa và thường được làm nguyên liệu làm món chả cá ở Quảng Ngãi.